# Microempresa
Microempresa refere-se a uma pequena empresa que emprega poucas pessoas, uma microempresa geralmente opera com 9 a 19 pessoas e é iniciada com uma pequena quantidade de capital adiantado de um banco ou outra organização, a maioria das microempresas se especializa em fornecer bens ou serviços para suas áreas locais.
Os conceitos de microempresa e microfinanças foram lançados em 1976 pelo Prêmio Nobel, Muhammad Yunus, fundador do Grameen Bank (Banco Rural), em  Bangladesh. O banco foi estabelecido com o objetivo de fazer pequenos empréstimos aos mais pobres - principalmente mulheres - para ajudá-los a obter autossuficiência econômica. O princípio fundamental por trás do Grameen Bank é que o crédito é um direito humano. Essa estratégia foi altamente eficaz à medida que o banco cresceu exponencialmente; de menos de 15.000 mutuários em 1980, o Grameen Bank tinha 2,34 milhões de membros em 1998, 7,67 milhões no final de 2008, 97% dos quais são mulheres e 9,4 milhões hoje.
As microempresas agregam valor à economia de um país, criando empregos, aumentando a renda, fortalecendo o poder de compra, reduzindo custos e agregando conveniência aos negócios.

## Definições
O termo microempresa refere-se a diferentes entidades e setores dependendo do país.

### Angola
Micro empresas abreviadamente "MC", aquelas que empreguem até 10 trabalhadores e/ou tenham uma facturação bruta anual não superior em Kz ao equivalente a USD 250 mil;

### Brasil
No Brasil, uma "ME" pode ter rendimento bruto anual de até R$360 mil, opção de escolha entre os regimes tributários e contratação de até 19 funcionários.

### União Européia
A União Europeia (UE) define "microempresas" como aquelas que atendem a dois dos três critérios a seguir e não deixam de fazê-lo por pelo menos 10 anos:
- menos de 10 funcionários
- balanço total abaixo de 2 milhões de euros
- volume de negócios inferior a 2 milhões de euros.

## Países em desenvolvimento
Nos países em desenvolvimento, as microempresas constituem a grande maioria do setor de pequenas empresas - resultado da relativa falta de empregos formais disponíveis para os pobres. Portanto, as microempresas nos países em desenvolvimento tendem a ser a forma / tamanho de negócio mais frequente. Conforme explicado por Aneel Karnani:
A maioria dos clientes de microcrédito não é microempresária por opção. Eles aceitariam de bom grado um emprego na fábrica com salários razoáveis, se estivesse disponível. Não devemos romantizar a ideia dos "pobres como empresários". A Organização Internacional do Trabalho (OIT) usa um termo mais apropriado para essas pessoas: "trabalhadores por conta própria".

## Críticas
Os críticos das microempresas afirmam que o conceito pode forçar as pessoas a se endividarem, os empréstimos vêm com juros - as taxas costumam ser altas porque os beneficiários podem não ter nenhuma garantia ou histórico de crédito - o que significa que o pagamento pode demorar mais.